# Василево (община Василево)
 Тази статия е за селото в Северна Македония.  За селото в България вижте Василево.  
Василево (на македонска литературна норма: Василево) е село в Северна Македония, център на едноименната община Василево.

## География
Селото е разположено на 3 km северно от Струмица.

## История
През XIX век селото е чисто българско. Църквата „Успение Богородично“ е от 1840 година. В „Етнография на вилаетите Адрианопол, Монастир и Салоника“, издадена в Константинопол в 1878 година и отразяваща статистиката на населението от 1873 година, Василево (Vassilévo) е посочено като село с 80 домакинства, като жителите му са 298 българи. Според статистиката на Васил Кънчов („Македония. Етнография и статистика“) от 1900 година селото е населявано от 275 жители, всички българи християни.
В началото на XX век цялото село е под върховенството на Българската екзархия. По данни на секретаря на екзархията Димитър Мишев („La Macédoine et sa Population Chrétienne“) през 1905 година в селото има 224 българи екзархисти и 24 цигани. Там функционира българско училище. Към 1908 година на река Струмица при Василево има фабрика за брашно.
При избухването на Балканската война в 1912 година 4 души от Василево са доброволци в Македоно-одринското опълчение.
По време на българското управление във Вардарска Македония в годините на Втората световна война, Арсо К. Димитров от Струмица е български кмет на Василево от 1 септември 1941 година до 9 септември 1944 година.
Според преброяването от 2002 година селото има 2174 жители.
| Националност | Всичко |
| македонци    | 1819   |
| албанци      | 0      |
| турци        | 349    |
| роми         | 0      |
| власи        | 0      |
| сърби        | 0      |
| бошняци      | 0      |
| други        | 6      |

## Личности
Родени във Василево
- Васил Трайков (о. 1888 – ?) македоно-одрински опълченец, 2-ра рота и нестроева рота на 7-а кумановска дружина[9]
- Димитър Коцев (о. 1892 – ?), македоно-одрински опълченец, 3-та рота на 11-а серска дружина[10]
- Димитър Стоянов (о. 1868 – ?), македоно-одрински опълченец, 1-ва рота на 7-а кумановска дружина[11]
- Евтим Юруков (1873 – ?), български революционер от ВМОРО
- Траян Цветанов (о. 1892 – ?), македоно-одрински опълченец, 1-ва рота на 7-а кумановска дружина[12]

Свързани със Василево
- Арсо Куюмджиев (1899 - 1968), български революционер от ВМРО, кмет на община Василево до 1944 година[13]